# سالفا سيفييا
سلفادور سيفييا لوبيز (بالإسبانية: Salvador Sevilla López)‏ (مواليد 18 مارس 1984) هو لاعب كرة قدم إسباني يجيد اللعب في مركز خط الوسط ويلعب أيضًا كلاعب خط وسط مهاجم وجناح أيسر, ويلعب حاليًا لنادي إسبانيول الإسباني.

## بطولات وإنجازات اللاعب

### ريال بيتيس
- دوري الدرجة الثانية الإسباني: 2010-2011

## روابط خارجية
- سالفا سيفييا على موقع قاعدة بيانات كرة القدم.إي يو (الإنجليزية)
- سالفا سيفييا على موقع Soccerbase.com (لاعب) (الإنجليزية)
- سالفا سيفييا على موقع Soccerway.com (الإنجليزية)
- سالفا سيفييا على موقع عالم كرة القدم.نت (الإنجليزية)
- سالفا سيفييا على موقع AS.com (الإسبانية)
- Salva Sevilla